# Andrzej Dragan

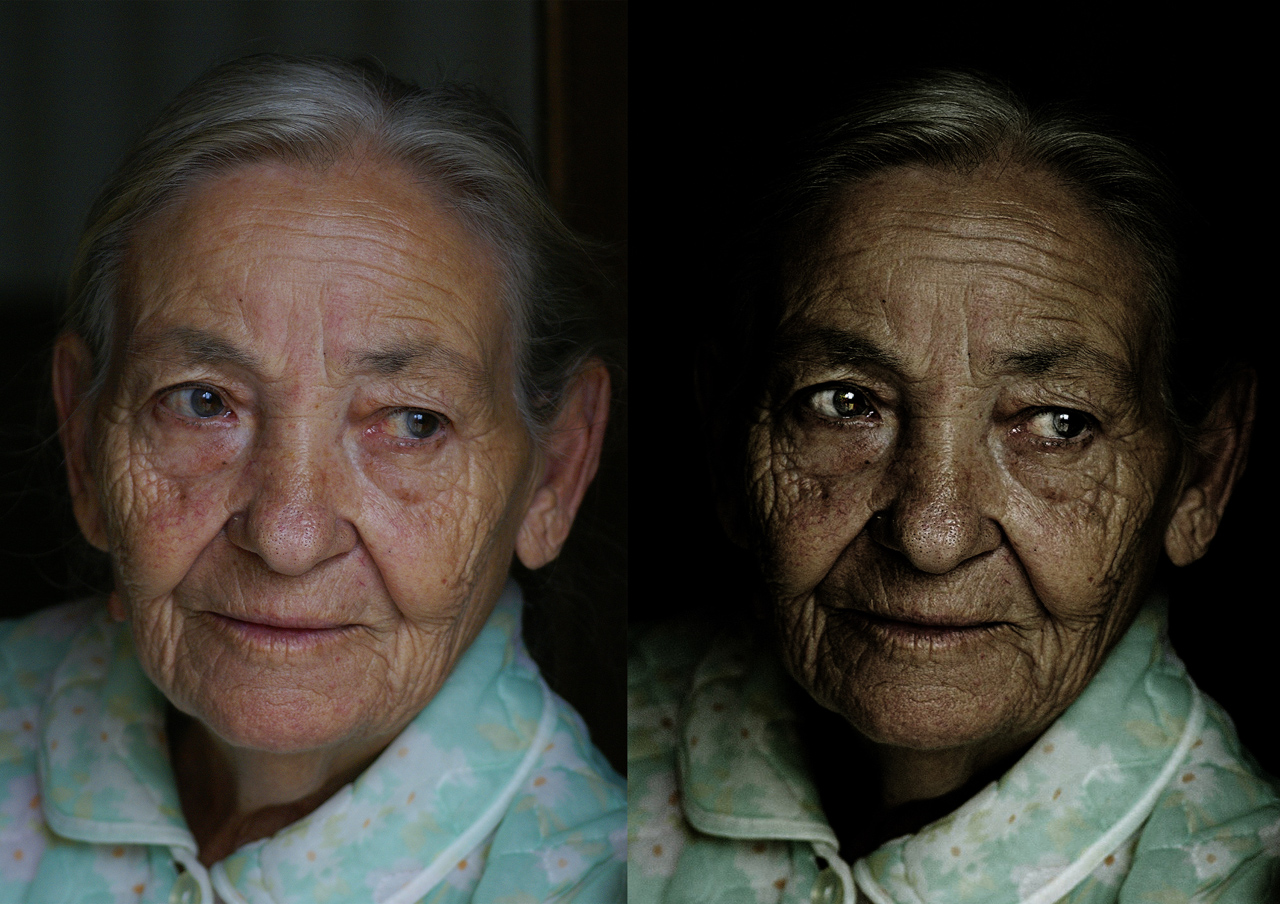
Eine Imitation des sogenannten „Dragan-Effekts“

Andrzej Dragan (* 16. Mai 1978 in Konin) ist ein polnischer Fotograf und Physiker.

## Leben
Dragan hat in Warschau, Oxford, Amsterdam sowie Lissabon Physik studiert. Seine Abschlussarbeit wurde 2001 als beste Master Thesis von Polen ausgezeichnet. 2001 und 2002 erhielt er ein Stipendium der Europäischen Wissenschaftsstiftung. 2005 promovierte er mit einer Arbeit über Quantenmechanik. Danach erhielt er die Stelle eines wissenschaftlichen Assistenten im Bereich der „Quantenoptik und Atomphysik“ am Institut für Theoretische Physik der Universität Warschau.
Im akademischen Jahr 2008 war er Research Fellow am Imperial College London. Seit 2010 ist er Nämliches an der University of Nottingham. Im gleichen Jahr erhielt er ein zweijähriges Stipendium vom polnischen Bildungsministerium für hervorragende junge Wissenschaftler.

## Werk
Dragans veröffentlichte Fotografien sind ausnahmslos Porträts. Die Sitzungen mit den Modellen dauern nur kurz, er sagt dazu: „Ich mag es nicht, zu fotografieren.“ Der Nachbearbeitung einer Fotografie hingegen widmet er bis zu einem Monat. Seine Bilder werden mit flämischer Malerei verglichen. Das von ihm eingesetzte Licht erzeuge sowohl Nüchternheit als auch Düsterkeit, wodurch die Details Kraft und Klarheit gewännen. Die verwendeten Farben wirkten rein. Er vermeidet es, seine Modelle in einer Bewegung einzufangen. Seine Bilder überarbeitet er mit Photoshop, u. a. zur Montage verschiedener Aufnahmen in ein Bild. Dragan äußert zu seiner Arbeitsweise, diese sei dem Malen ähnlich, nur dass er einen digitalen Pinsel nutze. Er füge keine neuen Elemente hinzu, sondern arbeite bereits Vorhandenes heraus und betone es. Dragan arbeitet auch als Werbefotograf, wie z. B. für Converse, Fairy, Pilsner Urquell, Avon  und Playstation 3. Er verwendet digitale Spiegelreflexkameras und Objektive von Canon, wie die Canon 10D.

## Ausstellungen
Die Ausstellung «Allegories & Macabresques» bestand aus 18 Porträts, die im Zeitraum von 2004 bis 2007 entstanden sind, von u. a. Jan Peszek, Jerzy Urban, Andrzej Mleczko, Jan Riesenkampf, Mads Mikkelsen sowie David Lynch. Das Bildnis von Lynch erschien auf der Titelseite des italienischen Magazins Zoom. Obwohl es zur Definition eines Porträts gehört, etwas von der Persönlichkeit des Porträtierten abbilden zu wollen, distanziert sich Dragan von dieser Absicht: „Die Leute erwarten, dass Porträts etwas über die Person und ihre Geschichte enthüllen. Ich weiß nicht, ob das stimmt. [...] Wenn es so wäre, wäre es unmöglich, jemanden zu porträtieren, den man nicht kennt. [...] Wenn die Leute meine Bilder nicht Porträts nennen wollen, ist das ok.“ Sein Arbeitscredo wäre ein portugiesisches Sprichwort gewesen: „Jene, die Gesichter sehen, sehen keine Herzen.“ („Those who see faces do not see hearts.“) Ausstellungsorte von «Allegories & Macabresques» waren Warschau, Kopenhagen, Mailand, Krakau, Lublin, Posen, Amsterdam sowie Konin.
Außerdem waren seine Werke Teil verschiedener Gruppenausstellungen.